# Lady Washington (Schiff, 1780)
Die Lady Washington wurde um 1780 in Massachusetts als Handelsschiff gebaut. Die Sloop war nach Martha Washington benannt, taucht aber auch häufig lediglich als Washington in zeitgenössischen Dokumenten auf. 1787 wurde das Schiff von der Investorengruppe Bullfinch, Barrell & Company erworben und begleitete unter Kapitän Robert Gray  ab September 1787 die Columbia unter Kapitän John Kendrick auf ihrer Fahrt um die Welt von Boston an die nordamerikanische Westküste. Die beiden Schiffe verloren sich in einem Sturm und die Lady Washington erreichte Oregon eine Woche vor der Columbia. Sie war somit das erste US-amerikanische Schiff an der Westküste. Die Schiffe betätigten sich im Fell- und Pelzhandel mit den Ureinwohnern der Küste des pazifischen Nordwestens und segelten dann weiter nach Guangzhou in China. Dort tauschten die Kommandanten die Fahrzeuge und die Lady Washington blieb im Pazifik. Sie erreichte 1791 zusammen mit der Grace die Insel Kii-Ōshima bei Kushimoto, wo sie den ersten Kontakt zwischen den Vereinigten Staaten und Japan herstellte, während die Columbia auf westlichem Kurs im August 1790 wieder Boston erreichte.
Offenbar verkaufte John Kendrick die Lady Washington an sich selber, ohne je das Geld an die Reeder zu bezahlen. Um 1790 wurde sie zur Brigg umgeriggt. Was nach Kendricks Unfalltod 1794 mit ihr geschah ist nicht dokumentiert. Die einzige Abbildung des Schiffes ist ein Aquarell. Es zeigt eine einfache New England Sloop mit einem Marssegel und einer für diese Fahrzeuge untypischen Galion. Rekonstruierte Masse geben eine Verdrängung von 90 tn.l., eine Länge zwischen den Loten von 58 Fuß (= 17,68 m) und eine Länge über alles von 74 Fuß (= 22,56 m) an.